# Lektürehilfe
Lektürehilfen (auch Lektüreschlüssel) sind Bücher, die dem umfassenderen Verständnis und der besseren Interpretation von literarischen Werken dienen. Sie enthalten grundsätzlich eine Zusammenfassung der Inhalte und Informationen zu den wesentlichen Gesichtspunkten des jeweiligen Werkes.
Viele Lektürehilfen richten sich an Schüler und Lehrer und erscheinen zu häufig gelesenen Titeln des Literaturunterrichts.

## Bekannte Reihen
- Klett Lektürehilfen im Ernst Klett Verlag, Klett Lerntraining
- Königs Erläuterungen bzw. Königs Erläuterungen und Materialien im C. Bange Verlag, Hollfeld; ältere Ausgaben mit evtl. abweichendem Untertitel
- Lektüreschlüssel im Reclam-Verlag, in der Reihe Reclams Universal-Bibliothek
- Lektüre-Durchblick im Mentor Verlag
- Oldenbourg Interpretationen im R. Oldenbourg Verlag
- Interpretationshilfen Deutsch im Stark Verlag
- Lektürehilfe.de im Schulhilfe Verlag
- Blickpunkt. Text im Unterricht. und Analysen und Reflexionen bei Joachim Beyer, Hollfeld
- Schulbibliothek der Moderne und/oder Texte und Interpretationen im Verlag C. C. Buchner, Bamberg; in neuerer Zeit auch mit Untertitel Text und Kommentar
- Pons Lektürehilfe im Pons-Verlag, seit 2005, auch genannt „Hörstoff“, eine Medienkombination: MP3-CD mit Booklet (60 Seiten), welches eine grafisch gestützte Interpretation und Lernstoff zu Titel und Autor enthält. CD von ca. 90 Min in einer Bucheinbands-Tasche, enthalten jeweils ein dialogisches Fachgespräch. Fächer Englisch und Deutsch, Niveau Abitur[1]

## Weitere Hilfsmittel
Umfassender, da nicht nur auf literarische Werke bezogen, sind Lernhilfen und Unterrichtsmodelle, die auch von vielen weiteren Verlagen fachbezogen produziert werden.

## Fremdsprachige Reihen
Im französischen Sprachraum sind Lektürehilfen in den oberen Schulklassen weit verbreitet. Die Reihen unterscheiden sich untereinander deutlich, sodass in der Regel nur ein Augenschein hilft. Oft sind Textauszüge mit Verweisen auf ähnliche Motive oder Konstruktionen bei anderen Autoren versehen; oder es werden historische Daten oder Worterklärungen beigefügt. Beliebt sind ebenfalls Zitate oder Bezüge jüngerer Autoren zum besprochenen Hauptwerk. Vorgefertigte Fragestellungen erleichtern den Lehrkräften die Arbeit und den Schülern das Lernen. Beispiele: die Reihe Balises im Verlag (Fernand) Nathan; oder die Reihe Profil im Verlag Hatier; beide Reihen mit zahlreichen Untergruppen, je nachdem, ob eher ein Autor im Ganzen oder ein berühmtes Werk vorgestellt wird, oder ob die Unterreihe abschlussbezogen definiert ist (z. B. Profil-Bac, zur Vorbereitung auf das Abitur).